# Родове ім'я
Родове ім'я — частина повного імені, яка несе інформацію про походження людини. Нині, як правило, використовується тільки одне родове ім'я — прізвище, в давнину використовувалися й інші форми запису інформації про предків у власному імені людини. Найпростішим видом родового імені — ім'я по батькові, але існувало й ім'я по матері і ім'я по дідові, як наприклад, у арабів. Повний ланцюжок родового імені міг досягати десятка імен, а з плином часу ім'я або прізвисько одного з найвідоміших предків окремої гілки могло закріпитися — і стати основним.
Крім того, інформація про рід могла вкладатися і в особисте ім'я. У деяких народів (італійців, ірландців) існували традиції, які строго регламентували, яке у дитини має бути головне ім'я, причому залежно від старшинства одні діти отримували ім'я діда, інші — батька, треті — дядька або, відповідно, бабусі, матері і тітки.